# Прогулка к утёсу в Пурвиле
«Прогулка к утёсу в Пурвиле» (фр. Promenade au sommet d'une falaise à Pourville) — картина французского художника Клода Моне. Является одной из серии работ, написанных Моне в 1882 году в небольшом приморском курортном местечке Пурвиль (в настоящее время входит в коммуну Ото-сюр-Мер) рядом с Дьепом в Нормандии на севере Франции. Находится в собрании Чикагского института искусств. 
Представляет собой пейзаж с изображением двух молодых женщин в белой одежде на вершине утеса над морем. Прибрежный утёс покрыт цветами и травами. Трава написана короткими, изогнутыми, резкими мазками, благодаря чему она будто дрожит на ветру, а с помощью почти таких же, слегка видоизмененных мазков Моне изобразил раздувшиеся на ветру женские платья и платки, а также волны на поверхности моря. Особая игра света, яркие цвета и отсутствие чёткой прорисовки силуэтов открывают перед зрителем новую красоту, свежесть летнего дня. Ощущение движения, вызванное живописной техникой и текстурой, было особой чертой работ Моне 1880-х годов, что используется в картине для обозначения эффекта летнего ветра на фигуры, землю, воду и облака, движущиеся по небу. В процессе создания полотна Моне уменьшил размер скалистого мыса справа, чтобы лучше сбалансировать пропорции композиции. Однако также было отмечено, что эта вторая скала была поздним дополнением к полотну и не входила в начальную композицию. Рентгеновский снимок картины указывает на то, что художник первоначально нарисовал третью фигуру, а затем удалил ее.
С февраля по октябрь 1882 года Моне жил в Пурвиле. В то время Моне снова озабочен финансовыми проблемами. Экономический спад во Франции сильно повлиял на продажи его работ, и он был менее заинтересован в предстоящей выставке импрессионистов из-за разногласий внутри группы художников. Он отправился в Нормандию, чтобы писать природу, это была одна из многих поездок, которые он совершил в 1880-х годах. Его жена Камилла умерла тремя годами ранее, и Моне проживал совместно с Алисой Ошеде (на которой он женится в 1892 году, после смерти ее мужа). Две молодые женщины, стоящие на вершине утеса, могут быть дочерьми Ошеде, Мартой и Бланш; также было высказано предположение, что фигуры — это Алиса и Бланш, которые в то время рисовали на свежем воздухе .